# Amphichaetodon
El Amphichaetodon es un género de peces mariposa marinos, de la familia de los Chaetodontidae.
Se distribuye en el océano Pacífico, A. howensis en Australia y Nueva Zelanda, y A. melbae en la isla de Pascua y las islas Desventuradas, en Chile.

## Especies
El Registro Mundial de Especies Marinas acepta dos especies en el género:
- Amphichaetodon howensis (Waite, 1903)
- Amphichaetodon melbae Burgess & Caldwell, 1978